# Rukbat
Rukbat (alpha Sagittarii) is een ster in het sterrenbeeld Boogschutter (Sagittarius). Ondanks dat de ster de letter α (alfa) draagt is het niet de helderste ster van Boogschutter maar slechts nummer 16 in volgorde van helderheid.
De ster staat ook bekend als Rucba, Rukbat al Rami en Alrami.